# Marco Mengoni Live
Marco Mengoni Live è il secondo album dal vivo del cantautore italiano Marco Mengoni, pubblicato il 25 novembre 2016 dalla Sony Music.

## Descrizione
Contiene in due CD e in un DVD l'intera scaletta del tour Mengoni Live 2016, costituita da brani tratti dai vari album in studio di Mengoni. Nel primo disco sono inoltre presenti cinque brani inediti, tra cui il singolo apripista Sai che, e una nuova versione di Ad occhi chiusi registrata in duetto con la cantante britannica Paloma Faith.

## Tracce

### CD
CD 1 – Inediti + Live Part.1
1. Sai che – 4:27 (Marco Mengoni, Fortunato Zampaglione, Michele Canova Iorfida)
2. Se imparassimo – 3:17 (Marco Mengoni, Fabio Ilacqua, Michele Canova Iorfida)
3. Ad occhi chiusi (Light in You) (feat. Paloma Faith) – 4:11 (Marco Mengoni, Ermal Meta, Matt Simons, Andrew Allen)
4. Onde – 3:22 (Marco Mengoni, Niccolò Contessa)
5. Proteggiti da me – 4:02 (Daniele Magro)
6. Power – 2:56 (Marco Mengoni, Michele Canova Iorfida, Alexandra Vickery)
7. Intro Mengoni Live 2016 – 2:04
8. Ti ho voluto bene veramente – 3:14
9. Non me ne accorgo – 3:27
10. Nemmeno un grammo – 3:13
11. Resti indifferente – 3:16
12. Parole in circolo – 3:48
13. Esseri umani – 4:12
14. Ricorderai l'amore – 4:09
15. Dove si vola – 3:30
16. Pronto a correre – 3:47
17. Ad occhi chiusi – 4:11
18. Mai e per sempre – 3:55

CD 2 – Live Part.2
1. In un giorno qualunque – 6:23
2. Tonight – 4:11
3. I Got the Fear – 5:17
4. Freedom – 4:11
5. Non passerai – 4:15
6. Solo due satelliti – 3:41
7. L'essenziale – 3:40
8. La valle dei re – 6:23
9. Una parola – 4:53
10. La nostra estate – 3:28
11. Io ti aspetto – 5:13
12. Iron Warrior – 3:53
13. Guerriero – 5:35

### DVD
1. Intro Mengoni Live 2016
2. Ti ho voluto bene veramente
3. Non me ne accorgo
4. Nemmeno un grammo
5. Resti indifferente
6. Parole in circolo
7. Credo negli altri
8. Esseri umani
9. Ricorderai l'amore
10. Dove si vola
11. E poi sono tornato
12. Pronto a correre
13. Ad occhi chiusi
14. Mai e per sempre
15. In un giorno qualunque
16. Tonight
17. I Got the Fear
18. Freedom
19. Non passerai
20. Solo due satelliti
21. L'essenziale
22. La valle dei re
23. Una parola
24. La nostra estate
25. Io ti aspetto
26. Iron Warrior
27. Guerriero

## Formazione

### Inediti
- Marco Mengoni – voce, programmazione, percussioni, cajón
- Tim Pierce – chitarra elettrica, chitarra acustica
- Alex Alessandroni Jr. – pianoforte, tastiera, Fender Rhodes, clavinet
- Michele Canova Iorfida – sintetizzatore, sintetizzatore modulare, programmazione, basso synth

### Live
- Marco Mengoni – voce
- Peter Cornacchia – chitarra elettrica, chitarra acustica
- Alessandro De Crescenzo – chitarra elettrica
- Giovanni Pallotti – basso
- Gianluca Ballarin – pianoforte, tastiera, sintetizzatore, organo Hammond, Fender Rhodes, programmazione, sequencer
- Davide Sollazzi – batteria, percussioni
- Yvonne Park, Barbara Comi – cori
- Francesco Minutello – tromba
- Federico Pierantoni – trombone
- Mattia Dalla Pozza – sassofono

## Classifiche

### Classifiche settimanali
| Classifica (2016) | Posizione massima |
| ----------------- | ----------------- |
| Italia            | 1                 |

### Classifiche di fine anno
| Classifica (2016) | Posizione |
| ----------------- | --------- |
| Italia            | 15        |
| Classifica (2017) | Posizione |
| Italia            | 65        |